# Samuel Wembé
Samuel Wembé, né le 1er janvier 1947 au Cameroun et mort le 12 avril 2020 à Douala (Cameroun), est un entrepreneur, député à l'Assemblée nationale camerounaise et dirigeant sportif camerounais.

## Biographie

### Débuts
Samuel Wembé est né le 1er janvier 1947 au Cameroun. Samuel Wembé fait des études en France. Il est titulaire d’un diplôme de l’École Nationale Supérieure Maritime de Havre.

### Carrière

#### Député
Samuel Wembé a été député de la Mifi, et jusqu’à sa mort, sénateur suppléant de la région de l’Ouest,.

#### Opérateur économique
Samuel Wembé est présent dans les activités liées au transport, à l'import et l'export à Douala.
L’actif industriel qu’il a construit est constitué de plusieurs stations-services "PPSM" dans les villes de Douala, Yaoundé et Bafoussam; de la société Africa Shipping and Stevedoring Agency (ASSA), de l’hôtel INO de Bafoussam.

#### Dirigeant sportif
Samuel Wembé a été président du conseil d'administration de Racing Club de Bafoussam.
Il a été aussi membre du comité exécutif de la Fédération Camerounaise de Football.

### Mort
Samuel Wembé est mort du Covid-19 le 12 avril 2020 à Douala (Cameroun),.